# Национальный директорат разведки и таможенных расследований
Национальный директорат разведки и таможенных расследований (фр. Direction nationale du renseignement et des enquêtes douanières, DNRED) — подразделение
Генерального Директората таможенных и акцизных сборов Франции (DGDDI). DNRED несет ответственность за реализацию политики разведки, контроля и борьбы с мошенничеством в сфере таможенных и акцизных сборов.
В 2009 году в Директорате создано новое подразделение под названием «Cyberdouane», роль которого заключается в борьбе с киберпреступлениями экономического характера -такими как торговля людьми онлайн, отмывание денег из онлайн-казино, продажи нелегальной продукции онлайн (наркотики, контрафактная продукция, оружие, детская порнография и т. д.).
Штат Директората насчитывает около 720 человек, включает в себя три функциональных подразделения:
- Таможенное разведывательное управление (фр. Direction du renseignement douanier, DRD — около 120 агентов) — ведёт сбор, обработку и распространение информации во всех таможенных органах;
- Отделение таможенных расследований (фр. Direction des enquêtes douanières, DED — около 200 агентов) — отвечает за проведение расследований национальных и международных преступлений особой значимости;
- Отделение таможенных операций (фр. Direction des opérations douanières, DOD — около 400 агентов) — отвечает за борьбу с нарушениями таможенных правил, прежде всего с контрабандой, поиск оперативной информации, осуществление специальных методов расследования и взаимодействие с другими таможенными органами.